# Луцій Веллей Патеркул
Луцій Веллей Патеркул (лат. Lucius Velleus Paterculus; близько 18 — після 61) — державний діяч часів ранньої Римської імперії, консул-суффект 61 року.

## Життєпис
Походив з роду Веллеїв. Син Гая Веллея Патеркула, історика та державного діяча часів імператора Тиберія. Про молоді роки нічого невідомо.
Ймовірно розпочав свою кар'єру як очільник II Іспанської когорти у м. Віндобона (провінція Верхня Паннонія). Згодом перебрався до Рима, де пройшов усі щаблі. У липні 61 року став консулом-суффектом разом з Гнеєм Педанієм Фуском Салінатором. Втім вже у серпні його змінив Луцій Юній Квінт Вібій Крисп. Подальша доля Патеркула невідома.